# Ивайло Йорданов
Ивайло Стоименов Йорданов е български футболист, национал.

## Биография
Роден е на 22 април 1968 г. в Самоков. Висок е 180 см. Спортува от юношеските си години.

### Кариера
Играл е като десен полузащитник и нападател за Рилски спортист, Локомотив (Горна Оряховица) и Спортинг Лисабон (Португалия). Голмайстор на А група през 1991 г. с 21 гола. Шампион на Португалия през 2000 г. със Спортинг Лисабон, носител на Купата на Португалия през 1995 г.
Той отбелязва двата гола за победата срещу Маритимо с 2:0) и на Суперкупата на Португалия през 1995 и 2000, финалист за купата през 1994, 1996 и 2000, вицешампион през 1995 и 1997 и бронзов медалист през 1991, 1993, 1994, 1996 и 2001 г. Има общо (за първенство, купа и в евротурнири) 312 мача и 63 гола за Спортинг. През 1995 г. претъпява тежка пътна катастрофа.
За националния отбор на България дебютира на 28 май 1991 г. срещу Бразилия (0:3 в Уберландия), има 50 мача и 3 гола . Последният му мач е на 16 август 2000 г. срещу Белгия (1:3 в София). Участва на СП-1994 в САЩ, където става бронзов медалист (играе в 5 мача), на СП-1998 във Франция (в 2 мача) и на ЕП-1996 в Англия (в 3 мача). Универсален футболист, който може да играе ефективно във всяка част от терена.
През 1997 г. 29-годишният Йорданов разбира, че има множествена склероза. Според него за пръв път започва да усеща симптомите на футболното игрище.
През 1998 г. като играч на Спортинг става футболист на годината на България. Помощник-треньор в Спортинг от 2001 г. За приноса на Ивайло Йорданов към националния и към горнооряховския футбол той е обявен за почетен гражданин на Горна Оряховица през 1995 г. Бил е за известно време помощник-треньор на Христо Стоичков в националния отбор на България. На 23.09.2007 г. в Горна Оряховица се състои бенефисът му.
На 4 март 2017 г. е назначен за спортен директор на Локомотив (Горна Оряховица).
Женен е, и има две деца. Относно борбата си с множествената склероза, Йорданов заявява: „Но всъщност ние не сме болни, ние сме нормални хора. Носим го със себе си, то е хронично, но можем да правим абсолютно всичко. Ще си умрем с него, но не и от него.“

## Статистика по сезони
- Рилски спортист – 1982/83 – Б група, 8 мача/1 гол
- Рилски спортист – 1983/84 – Б група, 26/5
- Рилски спортист – 1984/85 – В група, 36/3
- Рилски спортист – 1985/86 – Б група, 35/4
- Рилски спортист – 1986/87 – Б група, 36/4
- Рилски спортист – 1987/88 – В група, 23/1
- Рилски спортист – 1988/89 – В група, 35/5
- Локомотив (ГО) – 1989/90 – А група, 22/2
- Локомотив (ГО) – 1990/91 – А група, 29/21
- Спортинг – 1991/92 – Португалска лига, 19/3
- Спортинг – 1992/93 – Португалска лига, 28/4
- Спортинг – 1993/94 – Португалска лига, 30/6
- Спортинг – 1994/95 – Португалска лига, 27/4
- Спортинг – 1995/96 – Португалска лига, 33/7
- Спортинг – 1996/97 – Португалска лига, 29/3
- Спортинг – 1997/98 – Португалска лига, 26/3
- Спортинг – 1998/99 – Португалска лига, 34/10
- Спортинг – 1999/00 – Португалска лига, 21/2
- Спортинг – 2000/01 – Португалска лига, 3/1

## Успехи

### Отборни
Спортинг (Лисабон)
- Примейра Лига (1): 1999/2000
- Купа на Португалия (1): 1995

### Индивидуални
- Голмайстор на А група (1): 1991 (21 гола)